# کنلونس، اروگوئه
کنلونس، اروگوئه (به اسپانیایی: Canelones) شهری در کشور اروگوئه، استان کنلونس است که جمعیت آن در سرشماری سال ۲۰۰۴ میلادی ۱۹٬۶۳۱ نفر بوده‌است.